# Grond (aarde)
Grond is een mengsel van verweerd  vast materiaal (sediment), water en lucht dat aan het aardoppervlak of (vlak) daaronder voorkomt. Het niet verweerde vaste materiaal noemt men gesteente.
Het verweringsproces is een gevolg van de inwerking van vorst en dooi (afwisselend bevriezend en ontdooiend water in rotsspleten), en van zon, regen en wind op rotsgesteente, die uiteindelijk tot breuken in het rotsgesteente leidt. Stukken rots komen hierdoor los, rollen naar beneden, waarna de kleinere delen worden meegevoerd door rivieren richting rivierdelta. Door verdere slijtage ontstaan steeds kleinere delen, achtereenvolgens grind, zand en ten slotte slib: de minerale bestanddelen van de bodem.
Veen ontstaat door het afsterven en rotten van planten onder water in zuurstofarme omstandigheden. Humus ontstaat door biologische afbraak van dode planten in zuurstofrijke 'terrestrische' omstandigheden (op het land). Veen en humus vormen het organische bestanddeel van de bodem. 

## Bestanddelen van grond
Grond bestaat, naast water (bodemvocht) en lucht, uit een of meerdere van de volgende materialen:
- mineraal:
  - zand
  - silt
  - lutum
- organische stof:
  - humus
  - veen

## Grondsoorten
Afhankelijk van de verhoudingen van bovenstaande bestanddelen en de herkomst van het materiaal wordt een naam gegeven aan grond. De indeling in verschillende grondsoorten is vooral gebaseerd op termen uit de 19e eeuw. De Nederlandstalige systemen van bodemclassificatie gebruiken sinds het midden van de 20e eeuw andere termen, grotendeels ontleend aan internationale literatuur, maar in aangepast aan de Nederlandse en Belgische situatie.
Enkele overwegend minerale grondsoorten:
- grind
- klei
- leem
- löss
- zand
- zavel

Enkele overwegend organische grondsoorten:
- veen
- humus

## Aarde
De algemene benaming voor grond is aarde. 'Aarde' was in de klassieke filosofie tevens de aanduiding van een van de vier klassieke elementen.
Ook is 'aarde' de benaming voor onze planeet als geheel: weliswaar bestaat slechts dertig procent van het aardoppervlak uit vasteland, en zeventig procent uit water, maar ten opzichte van het volume van de aardbol bedraagt het totale watervolume op aarde slechts iets meer dan één duizendste (één promille).